# Zubillaga (Guipúzcoa)
Zubillaga es una entidad de población española del municipio de Oñate, perteneciente a la provincia de Guipúzcoa, en la comunidad autónoma del País Vasco.

## Historia
Hacia mediados del siglo XIX, el lugar, ya por entonces perteneciente a Oñate, tenía contabilizadas veinticinco casas. Aparece descrito en el decimosexto y último volumen del Diccionario geográfico-estadístico-histórico de España y sus posesiones de Ultramar de Pascual Madoz con las siguientes palabras:

ZUBILLAGA: barrio en la prov. de Guipúzcoa, part. jud. de Vergara, térm. de Oñate: tiene 25 casas.
(Madoz, 1850, p. 225)

En 2022, la entidad singular de población tenía empadronados 246 habitantes y el núcleo de población, 225.